# Super Show 9: Road
Super Show 9: Road là chuyến lưu diễn vòng quanh thế giới thứ sáu và là chuyến lưu diễn thứ chín của nhóm nhạc nam Hàn Quốc Super Junior, nhằm quảng bá album phòng thu tiếng Hàn thứ mười một của nhóm, The Road. Chuyến lưu diễn được bắt đầu với ba buổi biểu diễn tại Seoul từ ngày 15 đến ngày 17 tháng 7 năm 2022.
Chuyến lưu diễn này là chuyến lưu diễn vòng quanh thế giới đầu tiên của nhóm sau ba năm bị gián doạn do đại dịch COVID-19.
Vào ngày 13 tháng 6 năm 2022, Label SJ thông báo rằng Heechul sẽ không tham gia chuyến lưu diễn do gặp vấn đề sức khỏe.

## Bối cảnh
Vào ngày 3 tháng 6 năm 2022, Super Junior công bố lịch trình của chuyến lưu diễn Super Show 9, trước khi quảng bá album phòng thu tiếng Hàn thứ mười một của nhóm, The Road: Keep On Going.
Buổi hòa nhạc tại Seoul vào ngày 17 tháng 7 năm 2022 được phát sóng trên Beyond LIVE.
Vào ngày 16 tháng 3 năm 2023, Super Junior công bố buổi hòa nhạc encore của nhóm tại Seoul, mang tên "Super Show 9: Road Show". Buổi biểu diễn ngày thứ hai (16 tháng 4) cũng sẽ được phát trực tiếp trên Beyond LIVE.

## Đánh giá
Jan Lee, cây bút của The Straits Times đã đánh giá cao màn trình diễn trên sân khấu của Super Junior, nói rằng nhóm "thể hiện sự trau chuốt và kỹ năng trình diễn đỉnh cao" của một nhóm nhạc K-pop và "không giống như những nhóm nhạc sau này, những người có lẽ vẫn cảm thấy áp lực phải trở nên hoàn hảo, Super Junior rất vô tư và trên sân khấu, nó giống như một cuộc gặp gỡ với những người bạn cũ". Georgie Joseph của Harian Metro, trong bài đánh giá của anh về buổi hòa nhạc của Super Junior tại Malaysia, đã nói rằng nhóm đã "chuẩn bị kỹ lưỡng" cho buổi hòa nhạc. Anh giải thích thêm rằng "các thành viên sẵn sàng mang đến một phong cách biểu diễn hiếm thấy" và "để thể hiện khía cạnh khác biệt của các thành viên". Anh cũng đánh giá cao về "phân đoạn sân khấu" trong buổi hòa nhạc, trong đó các thành viên mặc trang phục quý tộc Anh, nói rằng nó "khá thú vị".

## Danh sách tiết mục
Mở đầu VCR
- Burn The Floor
- The Crown
- Super
- Mr. Simple (phiên bản Super Show 5)

VCR
- Ticky Tocky
- Paradox
- Mystery

MENT
- Mango

VCR
- Corazón Perdido (Lost Heart) (solo của Yesung)
- Blue Moon + California Love (solo của Donghae)
- To Me + Dreams Come True (solo của Ryeowook)
- Be (solo của Eunhyuk)
- I Can't (Super Junior-K.R.Y.)

MENT
- My Wish
- Callin'

VCR
- Spy (phiên bản Opera)
- Rokkugo (phiên bản Opera)
- Mamacita (Ayaya) (phiên bản Opera)

MENT
- Latte (Leeteuk, Shindong, Siwon)
- House Party
- Everyday
- Wonder Boy
- Let's Dance

MENT
- Devil
- Don't Wait

VCR
- At Gwanghwamun (phiên bản Rock) (solo của Kyuhyun)
- B.A.D + Danger (Super Junior-D&E)
- Black Suit
- Sorry, Sorry
- Bonamana

Encore VCR (Analogue Radio)
- More Days With You
- Walkin'

MENT
- Always

Kết thúc
Mở đầu VCR
- Burn The Floor
- The Crown
- Super
- Mr. Simple (phiên bản Super Show 5)

VCR
- Ticky Tocky
- Paradox
- Mystery

MENT
VCR
- Corazón Perdido (Lost Heart) (solo của Yesung)
- Blue Moon + California Love (solo của Donghae)
- If I Were Him + Dreams Come True (solo của Ryeowook)
- Be (solo của Eunhyuk)
- I Can't (Super Junior-K.R.Y.)

MENT
- My Wish
- Callin'

VCR
- Spy (phiên bản Opera)
- Rokkugo (phiên bản Opera)
- Mamacita (Ayaya) (phiên bản Opera)

MENT
- Latte (Leeteuk, Shindong, Siwon)
- House Party
- Everyday
- Wonder Boy
- Let's Dance

MENT
- Devil
- Don't Wait
- Mango

VCR
- At Gwanghwamun (phiên bản Rock) (solo của Kyuhyun)
- B.A.D + Danger (Super Junior-D&E)
- Black Suit
- Sorry, Sorry
- Bonamana

Encore VCR (Analogue Radio)
- More Days With You
- Walkin'

MENT
- Happiness

Kết thúc
Mở đầu VCR
- Burn The Floor
- The Crown
- Super
- Mr. Simple (phiên bản Super Show 5)

VCR
- Ticky Tocky
- Paradox
- Mystery

MENT
- 2YA2YAO! Trừ Singapore

VCR
- Floral Sense (Yesung) (Việt Nam)
- I Can't (Super Junior-K.R.Y.) (+ If Only You... - Việt Nam)
- Believe

MENT
- My Wish
- Callin'
- Celebrate Manila & Việt Nam

VCR
- Spy (phiên bản Opera)
- Rokkugo (phiên bản Opera)
- Mamacita (Ayaya) (phiên bản Opera)

MENT
- Latte (Leeteuk, Shindong, Siwon)
- House Party
- Everyday
- Wonder Boy
- Let's Dance

MENT
- Devil
- Mango

VCR
- B.A.D + Danger (Super Junior-D&E)
- Black Suit
- Sorry, Sorry
- Bonamana

Encore VCR (Analogue Radio)
- More Days With You
- Walkin'

MENT
- Happiness

Kết thúc
Mở đầu VCR
- Burn The Floor
- The Crown
- Super
- Mr. Simple (phiên bản Super Show 5)

VCR
- One More Time
- Lo Siento
- Devil
- Mango

MENT
- Mamacita

VCR
- Small Things (Yesung)
- If Only You... (Super Junior-K.R.Y.)
- Believe
- Callin'
- Celebrate

VCR
- B.A.D + Danger (Super Junior-D&E)
- Black Suit
- Sorry, Sorry
- Bonamana

Encore VCR (Analogue Radio)
- More Days With You
- Walkin'

MENT
- Wonder Boy
- Let's Dance
- Ahora Te Puedes Marchar

Kết thúc
Mở đầu VCR
- Burn The Floor
- The Crown
- Super
- Mr. Simple (phiên bản Super Show 5)

VCR
- Ticky Tocky
- Paradox
- Mystery

MENT
- 2YA2YAO!

VCR
- Hanamizuki (Super Junior-K.R.Y.)
- Believe

MENT
- My Wish
- Callin'
- Celebrate

VCR
- Spy (phiên bản Opera)
- Rokkugo (phiên bản Opera)
- Mamacita (Ayaya) (phiên bản Opera)

MENT
- House Party
- Everyday
- Wonder Boy
- Let's Dance

MENT
- Devil
- Mango

VCR
- B.A.D + Danger (Super Junior-D&E)
- Black Suit
- Sorry, Sorry
- Bonamana

Encore VCR (Analogue Radio)
- More Days With You
- Walkin'

MENT
- Bambina

Kết thúc
Mở đầu VCR
- Burn The Floor
- Ticky Tocky
- Paradox
- Mystery
- It's You

MENT
- Mamacita
- Mr. Simple (phiên bản Super Show 5)

VCR
- The One I Love (15 tháng 4) / When We Were Us (16 tháng 4) (Super Junior-K.R.Y.)
- One More Chance
- Memories
- At Least I Still Have You (phiên bản tiếng Hàn) (Super Junior-M)

MENT (Super Junior-M)
- Rewind (phiên bản tiếng Hàn) (Chu Mịch)

VCR
- Super Clap (phiên bản Trot)
- U (phiên bản Trot)
- Spy (phiên bản Trot)

VCR
- Dorothy (Leeteuk, Shindong, Siwon)
- Way For Love

MENT
- Magic
- Shake It Up
- Let's Dance

VCR
- Zero + Danger (Super Junior-D&E)
- Black Suit
- Sorry, Sorry
- Bonamana

Encore VCR (The Melody)
- You & I

MENT
- Too Many Beautiful Girls
- Miracle

Kết thúc

## Ngày lưu diễn
| Ngày                    | Thành phố             | Quốc gia    | Địa điểm                                  | Khán giả |
| Châu Á                  | Châu Á                | Châu Á      | Châu Á                                    | Châu Á   |
| ----------------------- | --------------------- | ----------- | ----------------------------------------- | -------- |
| 15 tháng 7 năm 2022     | Seoul                 | Hàn Quốc    | Jamsil Arena Beyond LIVE                  | —        |
| 16 tháng 7 năm 2022     | Seoul                 | Hàn Quốc    | Jamsil Arena Beyond LIVE                  | —        |
| 17 tháng 7 năm 2022     | Seoul                 | Hàn Quốc    | Jamsil Arena Beyond LIVE                  | —        |
| 30 tháng 7 năm 2022     | Băng Cốc              | Thái Lan    | Impact Arena                              | —        |
| 31 tháng 7 năm 2022     | Băng Cốc              | Thái Lan    | Impact Arena                              | —        |
| 3 tháng 9 năm 2022      | Singapore             | Singapore   | Sân vận động trong nhà Singapore          | 7.500    |
| 17 tháng 9 năm 2022     | Tangerang             | Indonesia   | Trung tâm hội nghị và triển lãm Indonesia | —        |
| 10 tháng 10 năm 2022    | Kuala Lumpur          | Malaysia    | Axiata Arena                              | 10.000   |
| 19 tháng 11 năm 2022    | Hồng Kông             | Trung Quốc  | AsiaWorld–Arena                           | —        |
| 20 tháng 11 năm 2022    | Hồng Kông             | Trung Quốc  | AsiaWorld–Arena                           | —        |
| 25 tháng 11 năm 2022    | Đài Bắc               | Đài Loan    | Nhà thi đấu Đài Bắc                       | —        |
| 26 tháng 11 năm 2022    | Đài Bắc               | Đài Loan    | Nhà thi đấu Đài Bắc                       | —        |
| 27 tháng 11 năm 2022    | Đài Bắc               | Đài Loan    | Nhà thi đấu Đài Bắc                       | —        |
| 17 tháng 12 năm 2022    | Manila                | Philippines | SM Mall of Asia Arena                     | —        |
| 18 tháng 12 năm 2022    | Manila                | Philippines | SM Mall of Asia Arena                     | —        |
| Mỹ Latinh               |                       |             |                                           |          |
| 7 tháng 2 năm 2023      | Santiago              | Chile       | Movistar Arena                            | —        |
| 9 tháng 2 năm 2023      | São Paulo             | Brasil      | Espaço Unimed                             | —        |
| 11 tháng 2 năm 2023     | Lima                  | Peru        | Sân vận động San Marcos                   | 25.000   |
| 14 tháng 2 năm 2023     | Thành phố México      | México      | Arena CDMX                                | —        |
| 15 tháng 2 năm 2023     | Thành phố México      | México      | Arena CDMX                                | —        |
| Châu Á                  |                       |             |                                           |          |
| 11 tháng 3 năm 2023     | Thành phố Hồ Chí Minh | Việt Nam    | Sân vận động Quân khu 7                   | —        |
| 18 tháng 3 năm 2023     | Saitama               | Nhật Bản    | Belluna Dome                              | —        |
| 19 tháng 3 năm 2023     | Saitama               | Nhật Bản    | Belluna Dome                              | —        |
| Super Show 9: Road Show |                       |             |                                           |          |
| 15 tháng 4 năm 2023     | Seoul                 | Hàn Quốc    | Jamsil Arena Beyond LIVE                  | —        |
| 16 tháng 4 năm 2023     | Seoul                 | Hàn Quốc    | Jamsil Arena Beyond LIVE                  | —        |

## Buổi biểu diễn bị hủy và thay đổi lịch trình
| Ngày                | Thành phố        | Quốc gia    | Địa điểm                              | Lý do                                                              | Nguồn  |
| ------------------- | ---------------- | ----------- | ------------------------------------- | ------------------------------------------------------------------ | ------ |
| 6 tháng 8 năm 2022  | Manila           | Philippines | SM Mall of Asia Arena                 | Cha của Eunhyuk qua đời, buổi hòa nhạc bị dời lại                  | [ 10 ] |
| 15 tháng 2 năm 2023 | Thành phố México | México      | Sân đua xe đạp Olympic Agustín Melgar | Người hâm mộ tẩy chay vì cơ sở vật chất tồi tàn, thay đổi địa điểm | [ 11 ] |

## Nhân viên
- Nghệ sĩ: Các thành viên Super Junior (Leeteuk, Yesung, Shindong, Eunhyuk, Donghae, Siwon, Ryeowook, Kyuhyun)
- Công ty tổ chức chuyến lưu diễn: SM Entertainment